# 10 (album Cleo)
10 – piąty album studyjny polskiej piosenkarki Cleo. Wydawnictwo ukazało się 23 lutego 2024 nakładem wytwórni muzycznej Warner Music Poland.
Album jest utrzymany w stylu muzyki pop. Składa się z wersji standardowej (1 CD) i limitowanej (1 CD, autograf).
Płyta zadebiutowała na 32. miejscu polskiej listy sprzedaży – OLiS.
Nagrania były promowane singlami: „Karminowe usta”, „Pójdę z Tobą” i „W nowiu”.

## Lista utworów
Opracowano na podstawie materiału źródłowego.
| 10 – Wersja standardowa | 10 – Wersja standardowa | 10 – Wersja standardowa | 10 – Wersja standardowa | 10 – Wersja standardowa |
| Nr                      | Tytuł utworu            | Słowa                   | Muzyka                  | Długość                 |
| ----------------------- | ----------------------- | ----------------------- | ----------------------- | ----------------------- |
| 1.                      | „Fioletowy fioł”        | Joanna Klepko           | Witold Czamara          | 3:42                    |
| 2.                      | „Karminowe usta”        | Joanna Klepko           | Witold Czamara          | 2:33                    |
| 3.                      | „Most”                  | Joanna Klepko           | Witold Czamara          | 3:18                    |
| 4.                      | „Neonowy brzask”        | Joanna Klepko           | Witold Czamara          | 4:13                    |
| 5.                      | „Powód”                 | Joanna Klepko           | Witold Czamara          | 3:02                    |
| 6.                      | „Pójdę z Tobą”          | Joanna Klepko           | Witold Czamara          | 2:56                    |
| 7.                      | „Sam na sam”            | Joanna Klepko           | Witold Czamara          | 3:36                    |
| 8.                      | „Szkoda”                | Joanna Klepko           | Witold Czamara          | 2:49                    |
| 9.                      | „Tylko z Tobą”          | Joanna Klepko           | Witold Czamara          | 3:12                    |
| 10.                     | „W nowiu”               | Joanna Klepko           | Witold Czamara          | 3:01                    |
|                         |                         |                         |                         | 32:22                   |

## Pozycje na listach sprzedaży

### Pozycje na listach tygodniowych
| Kraj   | Lista (2024)            | Najwyższa pozycja |
| ------ | ----------------------- | ----------------- |
| Polska | OLiS – albumy           | 32                |
| Polska | OLiS – albumy fizycznie | 13                |